# Collix leuciota
Collix leuciota là một loài bướm đêm trong họ Geometridae.